# Nunney
Nunney är en ort och civil parish i Storbritannien.   Den ligger i grevskapet Somerset och riksdelen England, i den södra delen av landet, 160 km väster om huvudstaden London. Nunney ligger 141 meter över havet och antalet invånare är 844.
Terrängen runt Nunney är huvudsakligen platt, men åt sydost är den kuperad.Runt Nunney är det ganska tätbefolkat, med 149 invånare per kvadratkilometer.  Trakten runt Nunney består i huvudsak av gräsmarker.